# Bonden
Bonden, i äldre tider även kallad Gamle Man, är en 300 meter lång och 100 meter bred ö i Norra Kvarken utanför Ångermanlands nordligaste kust. Bonden ligger 14 km från fastlandet och består av röd rapakivigranit, en bergart som i övrigt inte förekommer i Norra Kvarken. Bonden är en fyrö. Den är också en mycket värdefull fågelö, och under perioden 15 april–15 september är det förbjudet att vistas inom 200 meter från ön.

## Fauna
Bonden är det enda riktiga fågelberget norr om Karlsöarna vid Gotland och det häckar cirka 10 000 alkor på ön, varav merparten är tordmule. Bonden är också Västerbottens läns enda och Östersjöns nordligaste häckningsplats för sillgrissla. På ön häckar även tobisgrissla och sedan 1994 storskarv. För att skydda fåglarna är det under perioden 15 april–15 september förbjudet att vistas inom 200 meters avstånd från ön.
Bonden räknas också som länets fästingrikaste plats.

## Historia
År 1780 beskrevs Bonden så här av Abraham Abrahamsson Hülphers: "Höga Klippan gamle Man eller Bonden, en märkelig hafskänning mot denne Sockn..." Med havskänning menas att den var ett riktmärke för den som kom utifrån havet.

### Plats för äggtäkt
När Linné gjorde sin lappländska resa 1723 tillbringade han en natt i Nordmaling och fick då höra talas om att det omkring en mil utanför kusten fanns en ö som kallades för Bonden. Det berättades för honom att där fanns tordmular, "hvilkens ägg bönderna årligen snappa bort". Linné fick höra att tordmulen normalt bara värpte ett ägg om året, vilket han fann "tämeligen underligt". Om ägget plockades bort värpte tordmulen emellertid om.

Äggen plockades fram ur de djupa hålorna i stenskravlet med hjälp av särskilt tillverkade skopor och håvar med långa skaft. Även grythundar användes. De kröp in i skravlet och bet ihjäl de ruvande fåglarna, varefter äggsamlarna hämtade sitt byte.
De stora äggen sades vara särskilt fina i bakverk, men det hände också att man bara kokade och åt dem.

### Ön skyddas
På initiativ av sågverksägaren Frans Kempe och Föreningen för skogsvård blev tordmularna på och omkring Bonden fridlysta 1904. På grund av bristande tillsyn fortsatte emellertid äggplundringen. Särskilt intensiv blev den under första världskriget och efterföljande krisår, vilket ledde till att tordmulekolonin verkade vara dömd till utrotning. Motorbåtar hade kommit i allmänt bruk och det hade blivit enkelt att ta sig ut till Bonden.
I slutet av 1910-talet hade antalet tordmular minskat från omkring 10 000 till cirka 1 200. Sedan Västerbottens läns jaktvårdsförening bildats 1919–20 anordnade man bevakning av fågelberget och dess omgivningar under häckningstid, varigenom antalet häckande fåglar successivt ökade till mellan 3 000 och 4 000. Sedan jaktuppsyningsmannen avlidit och utvecklingen återigen hotade att bli negativ lyckades jaktvårdsföreningen 1937 få till stånd en fridlysning av själva Bonden och ett 200 meters område runtomkring. Därmed blev Bonden det första naturskyddade området i Västerbottens län.
1977 inrättades Bondens naturreservat.

## Fyren
På Bonden uppfördes 1846 en rödbrun båk. Den ersattes 1913 med en fyr av betong. Fyren är svart upptill, vit nedtill och cirka 20 meter hög.